# Giuseppe Ravano
Giuseppe Ravano (Rapallo, 5 de febrero de 1943) es un jinete italiano que compitió en la modalidad de concurso completo. Participó en dos Juegos Olímpicos de Verano en los años 1964 y 1968, obteniendo una medalla de oro en Tokio 1964 en la prueba por equipos.

## Palmarés internacional
| Juegos Olímpicos | Juegos Olímpicos | Juegos Olímpicos | Juegos Olímpicos |
| Año              | Lugar            | Medalla          | Categoría        |
| ---------------- | ---------------- | ---------------- | ---------------- |
| 1964             | Tokio (Japón)    | Medalla de oro   | Por equipos      |